# 荊湖南路
荊湖南路是中國宋朝的一个地方行政区。

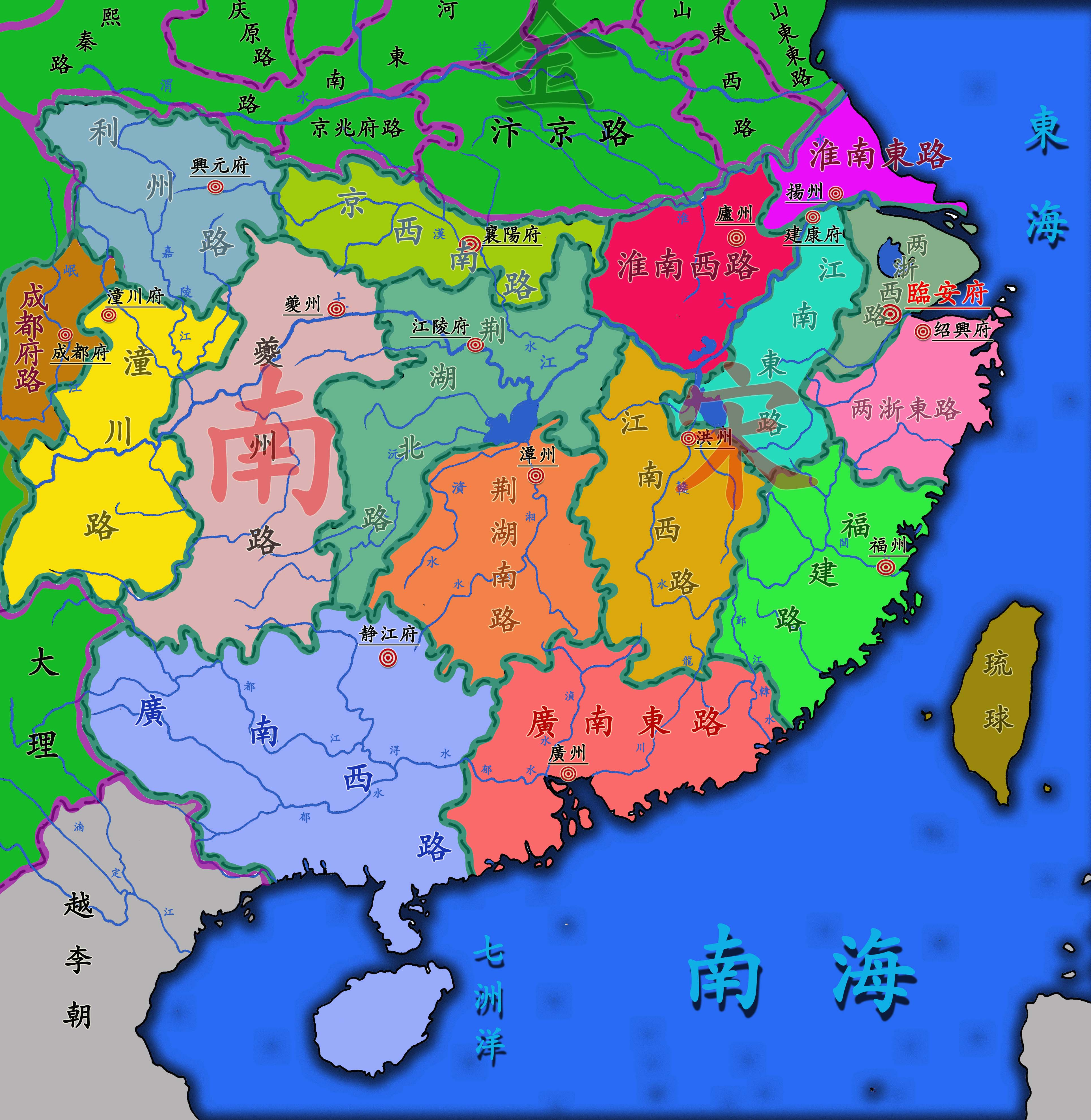
宋 分路图

雍熙年间荊湖路，地處今湖南省全部，湖北省荆山、大洪山以南，鄂城、崇阳以西，巴东、五峰以东，广西越城岭以东的湘江、灌江流域。至道以汨罗江、洞庭湖、雪峰山分为南北两路，为至道十五路之一。治所在潭州。元朝初年废除。
- 辖区：潭州、衡州、道州、永州、郴州、邵州（宝庆府）、全州、茶陵军、桂阳军（桂阳监）、武冈军